# Hyalinobatrachium yaku
Hyalinobatrachium yaku es una especie de anfibio anuro de la familia de las ranas de cristal (Centrolenidae). Se distribuye en las provincias de Pastaza, Orellana y Napo, por el este de Ecuador.
Una de las características de esta especie es la transparencia del vientre y algunos de los órganos, siendo posible ver el corazón y las venas. Tiene también un comportamiento poco común entre los anuros, que consiste en el cuidado parental del macho que defiende los huevos depositados por la hembra. Su nombre deriva de la palabra del quichua norteño yaku que significa "agua". Recibió ese nombre porque la especie, como todas los ranas de cristal, necesita agua limpia para reproducirse. Actualmente, aún no ha sido catalogada por la UICN, pero los autores de la descripción de la especie sugieren que se clasifique como deficiente de datos debido a la falta de información precisa sobre su distribución y población, así como la posibilidad de que sea amenazada por la expansión de la minería y la extracción de petróleo en la región.